# Mnoonema
Mnoonema is een geslacht van vliesvleugeligen uit de familie Pteromalidae. De wetenschappelijke naam van dit geslacht is voor het eerst geldig gepubliceerd in 1863 door Motschulsky.

## Soorten
Het geslacht Mnoonema is monotypisch en omvat slechts de volgende soort:
- Mnoonema timida Motschulsky, 1863